# Vol. 2 - Poveri Cristi
| Recensione           | Giudizio |
| -------------------- | -------- |
| Rumore               | 8/10     |
| Il Mucchio Selvaggio | positivo |

Vol.2 - Poveri Cristi è il secondo album in studio del cantautore italiano Dario Brunori, meglio conosciuto come Brunori Sas, pubblicato il 17 giugno 2011.
L'album vuole essere una continuazione del lavoro fatto dal cantautore nella precedente pubblicazione.
Questa volta però l'artista (come dice nel titolo Poveri Cristi) racconta episodi di gente comune in cerca di miglioramento. Le storie sono le più disparate: lavoro, amici, amore, ma in ognuna di esse l'autore si concentra nel passare in rassegna con una realtà disarmante situazioni di vita vissuta.

## Tracce
1. Il giovane Mario – 4:05
2. Lei, lui, Firenze – 4:20
3. Rosa – 4:33
4. Una domenica notte – 4:19
5. Il suo sorriso (feat. Dente) – 4:39
6. La mosca – 3:38
7. Bruno mio dove sei – 3:03
8. Animal colletti – 3:14
9. Tre capelli sul comò – 4:24
10. Fra milioni di stelle – 2:37

## Classifiche
| Classifica (2011) | Posizione massima |
| ----------------- | ----------------- |
| Italia            | 98                |